# Si shui liu nian
Pour plus de détails, voir Fiche technique et Distribution.
Si shui liu nian (似水流年) est un film hongkongais réalisé par Yim Ho, sorti en 1984.

## Synopsis
Coral, une hongkongaise, retourne dans sa ville natale pour rendre visite à deux vieilles amies.

## Fiche technique
- Titre : Si shui liu nian
- Titre original : 似水流年
- Titre international en anglais : Homecoming
- Réalisation : Yim Ho
- Scénario : Kong Liang
- Musique : Kitarō
- Photographie : Poon Hang-sang
- Montage : Kin Kin
- Production : Xia Meng
- Société de production : Bluebird Movie Enterprises et Target Film
- Pays :  Hong Kong et  Chine
- Genre : Drame
- Durée : 96 minutes
- Dates de sortie : 
  -  Hong Kong : 7 septembre 1984

## Distribution
- Josephine Koo : Coral Zhang
- Siqin Gaowa : Pearl
- Xie Weixiang
- Zhou Yun
- Tse Wai-hung

## Distinctions
Le film a reçu onze nominations aux Hong Kong Film Awards 1985 et a remporté cinq prix : meilleur film, meilleure actrice pour Siqin Gaowa, meilleur espoir pour Josephine Koo, meilleur scénario et meilleure direction artistique.